# Alexandru Spiridon
Alexandru Spiridon (Edineț, 20 luglio 1960) è un allenatore di calcio e calciatore moldavo, fino al 1991 sovietico, di ruolo centrocampista.
Calciatore che ha trascorso la maggior parte della carriera in patria, vincendo cinque titoli nazionali consecutivi, è l'unico moldavo ad aver vinto sia il titolo di miglior giocatore (1992) sia quello di miglior allenatore (2001) del campionato. Nazionale moldavo, è stato il primo capitano (il secondo ufficiale) e il giocatore che ha segnato il primo gol nella storia della selezione moldava. Da allenatore ha guidato anche la propria nazionale nel 2001 e dal 2018.

## Carriera

### Giocatore

#### Club
Durante la sua carriera ha giocato quasi sempre nella RSS Moldava, eccetto un anno a Kiev con la maglia dello SKA, in seconda divisione sovietica. Nel 1983, con il Nistru Kishinev, gioca una stagione nella massima divisione sovietica. Nel 1992, con l'Indipendenza della Moldavia, approda nel campionato nazionale, vincendo il premio come miglior calciatore moldavo nel medesimo anno: vince cinque campionati con lo Zimbru nei primi cinque, quindi si trasferisce a Tiraspol, dove chiude la carriera nel 1998 dopo 441 match di campionato e 114 reti.

#### Nazionale
Esordisce in nazionale il 2 luglio 1991, a 31 anni, nella prima storica partita ufficiale della nazionale moldava contro la Georgia, amichevole persa 2-4: al 27º minuto firma il primo gol nella storia della nazionale, segnando la rete del parziale 1-2. Dal 1992 al 1995 è il capitano della nazionale fino al suo ritiro, dopo 16 presenze e 2 gol.

### Allenatore
Nel triennio 1994-1996 svolge il ruolo di giocatore-allenatore nello Zimbru Chișinău. Nello stesso periodo entra nello staff tecnico della nazionale moldava, che allena anche per un breve periodo tra l'agosto e l'ottobre del 2001: è il CT della selezione moldava per quattro incontri, tre validi per le qualificazioni al campionato del mondo 2002, di cui uno vinto per 2-0 sull'Azerbaigian. In precedenza allena il Tiligul, squadra nella quale ha terminato la carriera da giocatore e l'Under-21 moldava. Dopo aver guidato anche Zimbru e Nistru Otaci, nel 2004 affianca Mircea Lucescu sulla panchina dello Shakhtar Donetsk come vice-allenatore: in questo ruolo vince 21 titoli nazionali con lo Shakhtar (8 campionati, 6 coppe e 7 supercoppe) e la Coppa UEFA 2007-2008. Segue Lucescu anche nella nuova esperienza allo Zenit San Pietroburgo, rimanendovi fino al termine della stagione 2016-2017, quando Lucescu lascia il club russo. 
Il 12 gennaio 2018 diventa il nuovo CT della nazionale moldava, sostituendo Igor' Dobrovol'skij.

## Palmarès

### Giocatore

#### Club
- Campionato moldavo: 5

Zimbru Chisinau: 1992, 1992-1993, 1993-1994, 1994-1995, 1995-1996
- Coppa di Moldavia: 1

Zimbru Chisinau: 1996-1997

#### Individuale
- Calciatore moldavo dell'anno: 1

1992

### Allenatore

#### Individuale
- Allenatore moldavo dell'anno: 1

2001